# Gáldar
Gáldar, Las Palmas település Spanyolországban, Las Palmas tartományban. Gáldar Agaete, Artenara, Moya és Santa María de Guía de Gran Canaria községekkel határos. Lakosainak száma 24 811 fő (2024).

## Népesség
A település népessége az elmúlt években az alábbi módon változott:
| Lakosok száma | 22 335 | 22 992 | 23 776 | 24 405 | 24 319 | 24 209 | 24 251 | 24 242 | 24 567 | 24 811 |
|               | 2001   | 2004   | 2007   | 2009   | 2012   | 2014   | 2017   | 2019   | 2022   | 2024   |